# Kanako Higuchi
Pour les articles homonymes, voir Higuchi.
Kanako Higuchi (樋口可南子, Higuchi Kanako), née le 13 décembre 1958 à Niigata, est une actrice japonaise.

## Biographie
Elle est mariée à Shigesato Itoi, célèbre auteur japonais qui a également travaillé comme scénariste pour certains studios de jeux vidéo, et qui est l'auteur de la série Mother (EarthBound).

## Filmographie

### Cinéma
- 1981 : Edo Porn (北斎漫画, Hokusai manga?) de Kaneto Shindō : Onao
- 1983 : Manji (卍?) de Hiroto Yokoyama (ja): Mitsuko Shido
- 1983 : La Rivière du retour (もどり川, Modori-gawa?) de Tatsumi Kumashiro : Kotoe
- 1984 : Le Frisson de la mort (ときめきに死す, Tokimeki ni shisu?) de Yoshimitsu Morita : Hiromi Kozue
- 1984 : Wangan dōro (湾岸道路?) de Yōichi Higashi : Fumiko Sugimoto
- 1985 : C'est dur d'être un homme : Le Cœur sur la main (男はつらいよ 寅次郎恋愛塾, Otoko wa tsurai yo: Torajirō ren'aijuku?) de Yōji Yamada : Wakana Egami
- 1987 : Bedtime Eyes (ベッドタイムアイズ, Beddo taimu aizu?) de Tatsumi Kumashiro : Kim
- 1989 : La Légende de Zatoïchi : L'Odyssée finale (座頭市, Zatōichi?) de Shintarō Katsu : Boss Han Bosatsu
- 1990 : Rônin-gai (浪人街?) de Kazuo Kuroki : Oshin
- 1991 : Kagerō (陽炎, Kagerō?) de Hideo Gosha : Rin Jyoshima
- 1991 : La Rivière Shimanto (四万十川, Shimanto-gawa?) de Takashi Koizumi : Sumi Yamamoto / Atsuyoshi / la mère d'Asako
- 1992 : Femme dans un enfer d'huile (女殺油地獄, Onna goroshi abura no jigoku?)  de Hideo Gosha : Okichi
- 2002 : Une lettre de la montagne (阿弥陀堂だより, Amidado dayori?) de Takashi Koizumi : Michiko Ueda
- 2003 : Shara (沙羅双樹, Sharasojyu?) de Naomi Kawase : Shōko
- 2003 : Hana (花?) de Shin'ichi Nishitani (ja)
- 2003 : Shōwa kayō dai zenshū (昭和歌謡大全集?) de Tetsuo Shinohara : Midori Suzuki
- 2004 : Breathe In, Breathe Out (深呼吸の必要, Shin kokyū no hitsuyō?) de Tetsuo Shinohara
- 2004 : Casshern (キャシャーン?) de Kazuaki Kiriya : Midori Azuma
- 2004 : Crying Out Love in the Center of the World (世界の中心で、愛をさけぶ, Sekai no chūshin de, ai o sakebu?) d'Isao Yukisada
- 2005 : Ashura-jō no hitomi (阿修羅城の瞳?) de Yōjirō Takita : Bizan
- 2006 : Memories of Tomorrow (明日の記憶, Ashita no kioku?) de Yukihiko Tsutsumi : Emiko Saeki
- 2007 : Orion-za kara no shōtaijō (オリヲン座からの招待状?) de Kenki Saegusa (ja) : Yoshie Miyoshi
- 2008 : Achille et la Tortue (アキレスと亀, Akiresu to kame?) de Takeshi Kitano : Sachiko
- 2015 : Ai o tsumu hito (愛を積むひと?) de Yūzō Asahara (ja)

### Télévision
- 1981 : Hokkaido satsujin ryokō: Watashi no konyaku nikki (北海道殺人事件?) : Mari Takano
- 1984 : Nihon no omokage (日本の面影?) : Kura Nishida
- 1987 : Dokuganryū Masamune (en) (独眼竜政宗?) : Dame Yodo
- 1991 : Taiheiki (太平記?) : Hanayasha
- 1992 : Goodbye: Watashi ga koroshita Dazai Osamu (グッド・バイ 私が殺した太宰治?) : Tomie
- 1997 : Amakarashan (甘辛しゃん?)
- 2000 : Chiisana eki de oriru (小さな駅で降りる?)
- 2002 : Shiritsu tantei Hama Maiku (私立探偵 濱マイク?)
- 2006 : Diron: Unmei no inu (ディロン~運命の犬?)
- 2008 : Atsuhime (en) (篤姫?) : Oyuki
- 2009 : Shōkōjo Seira (小公女セイラ?) : Chieko Mimura
- 2011 : Ohisama (おひさま?)

## Distinctions

### Récompenses
- 1990 : Hōchi Film Award de la meilleure actrice dans un rôle secondaire pour Rônin-gai[1]
- 1992 : Prix Kinuyo Tanaka[2]

### Nominations
- 1992 : prix de la meilleure actrice pour Kagerō et La Rivière Shimanto aux Japan Academy Prize[3]
- 2003 : prix de la meilleure actrice pour Une lettre de la montagne aux Japan Academy Prize[4]
- 2007 : prix de la meilleure actrice pour Memories of Tomorrow aux Japan Academy Prize[5]